# Verteidigungsbezirkskommando 22

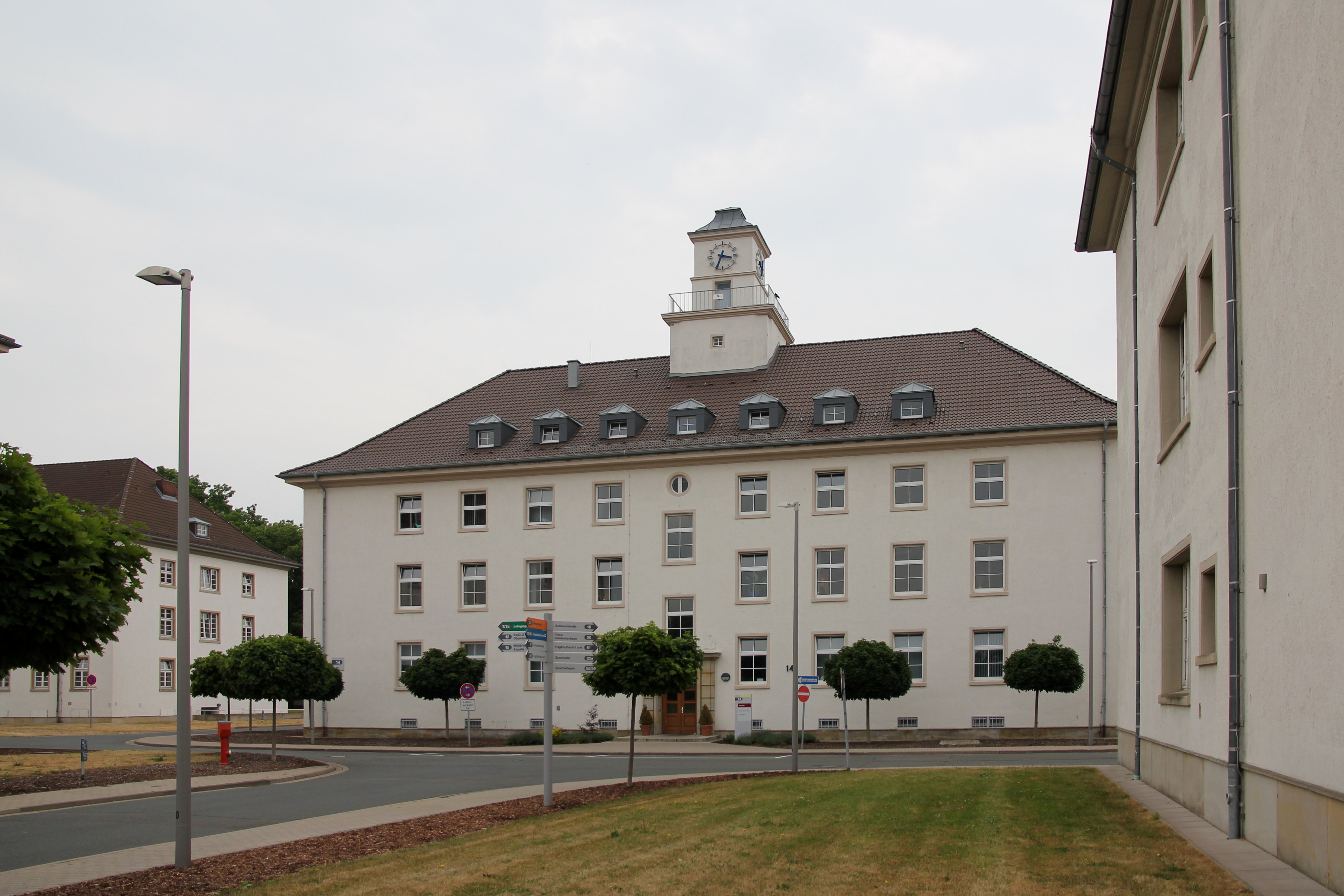
Sitz des Stabes: die damalige Emmich-Cambrai-Kaserne (und heutige Hauptfeldwebel-Lagenstein-Kaserne) in Hannover-Vahrenheide

Das Verteidigungsbezirkskommando 22 war ein Verteidigungsbezirkskommando der Bundeswehr mit Sitz des Stabes in Hannover. Hauptaufgabe des Kommandos war die Territoriale Verteidigung in seinem Verteidigungsbezirk.

## Geschichte

### Aufstellung
Das Verteidigungsbezirkskommando wurde zur Einnahme der Heeresstruktur II in den 1960er-Jahren als Teil des Territorialheeres ausgeplant und dem Befehlshaber im Wehrbereich II unterstellt. Angelehnt an die zivile Verwaltungsgliederung entsprach der Verteidigungsbezirk in etwa dem Regierungsbezirk Hannover. Der Standort des Stabes war Hannover.

### Auflösung
2001 wurde das Territorialheer aufgelöst. Die Wehrbereichskommandos und Verteidigungsbezirkskommandos wurden der neu aufgestellten Streitkräftebasis unterstellt. Die Wehrbereiche und Verteidigungsbezirke wurden grundlegend neu geordnet und ihre Anzahl reduziert. Das Verteidigungsbezirkskommando 22 wurde außer Dienst gestellt und sein Kommandobereich dem Verteidigungsbezirkskommando 23 eingegliedert. Die unterstellten Verteidigungskreiskommandos wurden aufgelöst und deren Aufgaben teils den neu aufgestellten Kreisverbindungskommandos übertragen.

### Nach der Auflösung
Ende 2003 verlegte etwa zeitgleich mit Auflösung der Regierungsbezirke Braunschweig und Hannover der Stab des Verteidigungsbezirkskommandos 23 von der Braunschweiger Heinrich-der-Löwe-Kasernen in die Kurt-Schumacher-Kaserne in die Landeshauptstadt Hannover, so dass Hannover erneut Stabssitz eines Verteidigungsbezirkskommandos wurde.

## Gliederung
Das Verteidigungsbezirkskommando umfasste wie die meisten Truppenteile des Territorialheeres nur wenige aktive Soldaten. Erst im Verteidigungsfall konnte das Verteidigungsbezirkskommando durch die Einberufung von Reservisten und die Mobilmachung eingelagerten und zivilen Materials auf eine Truppenstärke anwachsen, die um 1989 etwa einer (kleinen) Brigade des Feldheeres entsprach. Die längste Zeit seines Bestehens untergliederte sich das Verteidigungsbezirkskommando abgeleitet von der zivilen Verwaltungsgliederung noch weiter in unterstellte Verteidigungskreiskommandos.

## Verbandsabzeichen

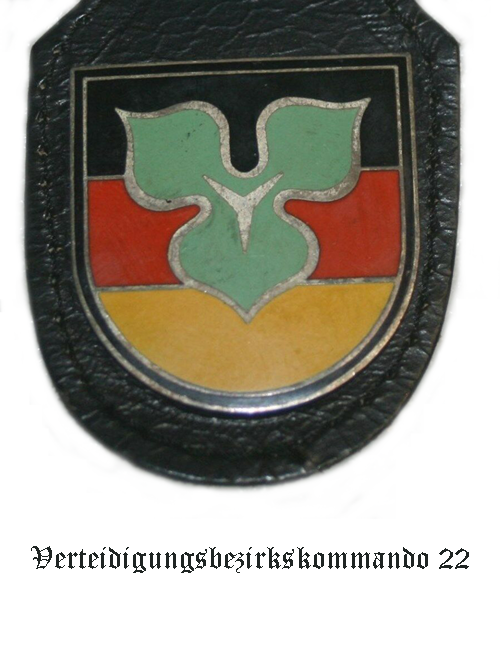
Internes Verbandsabzeichen des Stabes/Stabskompanie

Das Verteidigungsbezirkskommando führte aufgrund seiner Ausplanung als überwiegend nicht aktiver Truppenteil kein eigenes Verbandsabzeichen. Die wenigen aktiven Soldaten trugen daher das Verbandsabzeichen des übergeordneten Wehrbereichskommandos.
Als „Abzeichen“ wurde daher unpräzise manchmal das interne Verbandsabzeichen des Stabes und der Stabskompanie „pars pro toto“ für das gesamte Verteidigungsbezirkskommando genutzt. Es zeigte im Wesentlichen als Hinweis auf den Stationierungsraum als Figur die Marienblume (alternativ: Kleeblatt) ähnlich wie im Stadtwappen Hannovers auf einem schwarz-rot-goldenem Schild.